# Verdienstmedaille vom Roten Halbmond
Die in Deutschland und Österreich unter der Bezeichnung Verdienstmedaille vom Roten Halbmond bekannte osmanische Medaille (osmanisch: Osmanlı Hilâl-i Ahmer Cemiyeti Madalyası) wurde am 15. Oktober 1912 durch Sultan Mehmed V. gestiftet und besteht aus drei Klassen: Bronze, Silber, Gold. Sie wurde männlichen und weiblichen Angehörigen sowohl des Osmanischen Reiches als auch des Auslandes für karitative Verdienste und Verdienste im Sanitätswesen verliehen.

## Aussehen

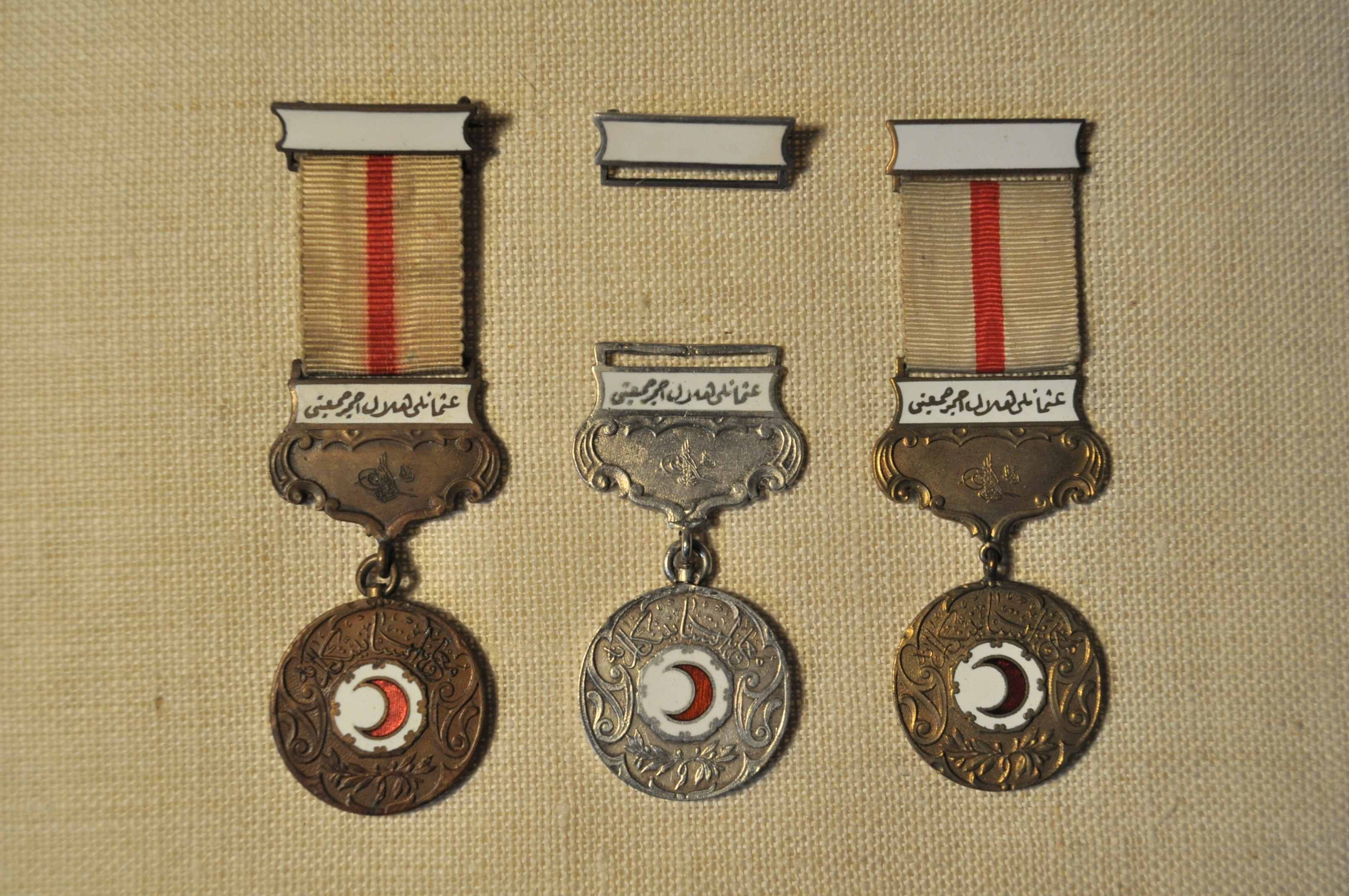
Roter Halbmond Medaillen VS

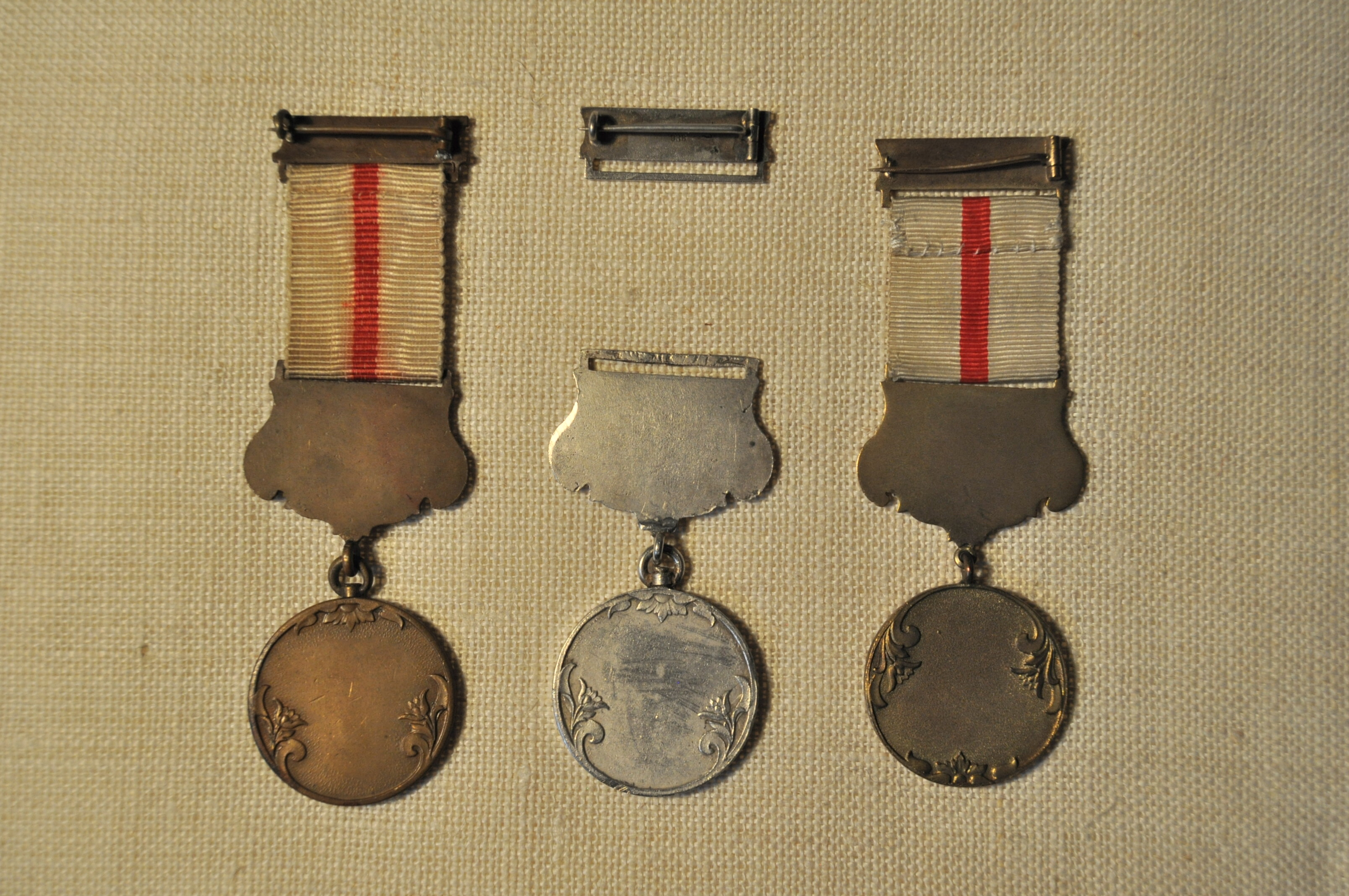
Roter Halbmond Medaillen RS

Die runde Medaille hat in allen drei Klassen einen Durchmesser von ca. 28 mm und hängt an einer Agraffe, woran das Trageband (weiß mit schmalem rotem Mittelstreifen) mit einer weiteren, rechteckigen Spange (mit Sicherheitsnadel zum Anstecken an die Kleidung) befestigt ist.
Auf der Vorderseite der Medaille ist im Zentrum ein rot emaillierter Halbmond in rundem, weißem Emaillefeld. Darunter ist ein Olivenzweig, darüber die osmanische Inschrift: „Hilfeleistung für die Menschen“. Die Rückseite der Medaille ist bis auf drei Blütenranken glatt.
Die Agraffe, an der die Medaille hängt, ist in dem Material der jeweiligen Klasse gefertigt und im oberen Teil rechteckig weiß emailliert. In diesem Emaillefeld ist die osmanische Inschrift: „Osmanische Gesellschaft des Roten Halbmond“. Im nicht emaillierten Feld darunter ist die Tughra des Sultans: „Abdul Mehmed Khan, Sohn Abdul Medjid Khans, immer siegreich“. Die Rückseite ist glatt.
Die Agraffe, welche gleichzeitig die Tragespange bildet, ist rechteckig  mit halbrund eingezogenen Kanten und ebenfalls im Material der jeweiligen Klasse gefertigt. Sie ist bis auf einen schmalen Metallrand weiß emailliert. Das Emaillefeld ist gewöhnlich nicht beschriftet. Allerdings gibt es Sonderausführungen mit der Inschrift „1328-1329“ (= Jahre der Hedschra, was den Jahren 1912–1913 entspricht). Auf der Rückseite ist eine Schließnadel aufgelötet.
Als zusätzliche Auszeichnung für Verdienste im Krieg wurde ein geprägtes Eichenlaub zum Anstecken auf das Band verliehen. Es ist im Material der jeweiligen Klasse ausgeführt.

## Trageweise

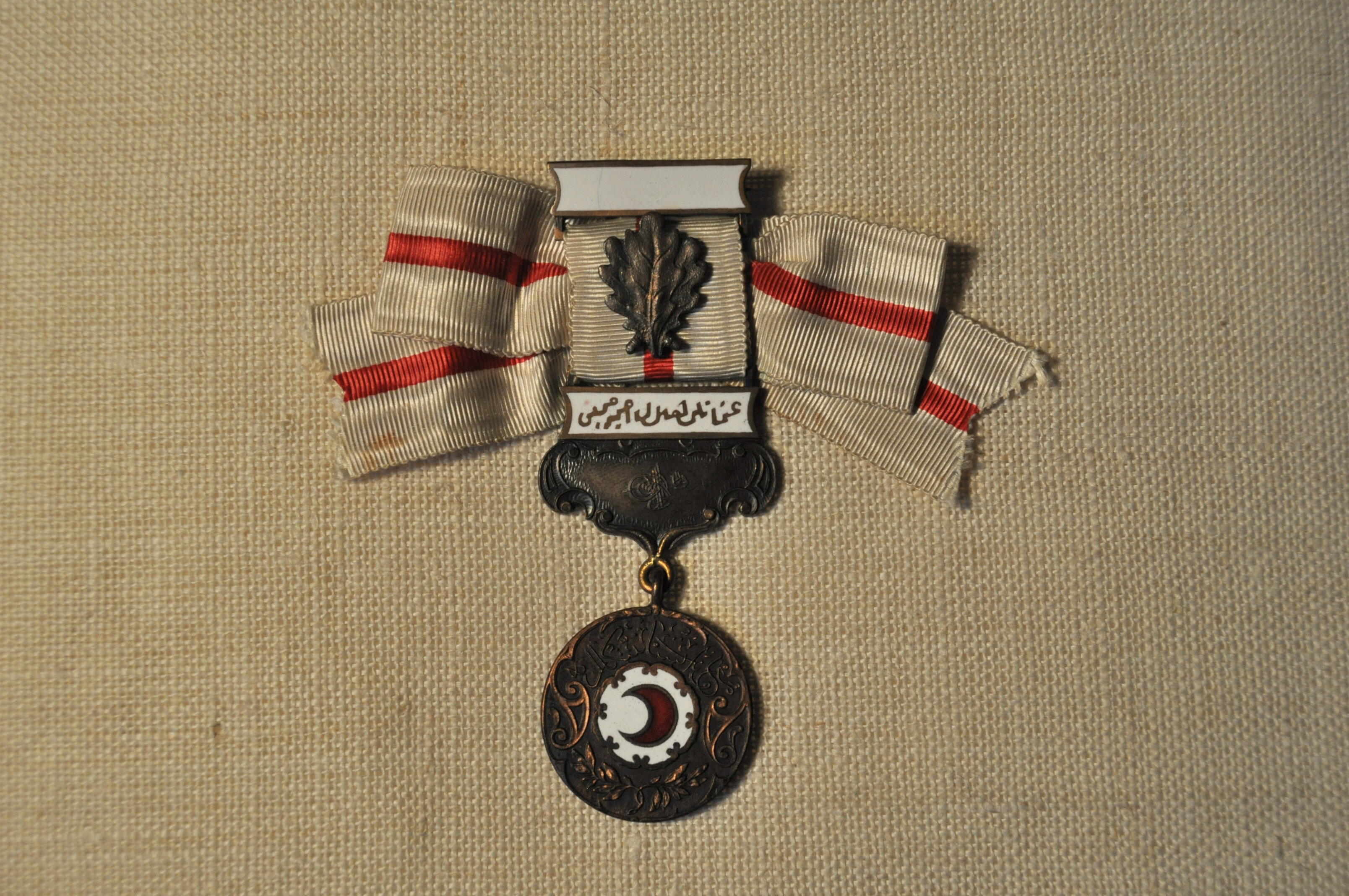
Ausführung für Frauen, mit Eichenlaub. VS

Von Männern wurde die Medaille entweder einzeln oder an einer Ordensspange auf der linken Brustseite getragen.

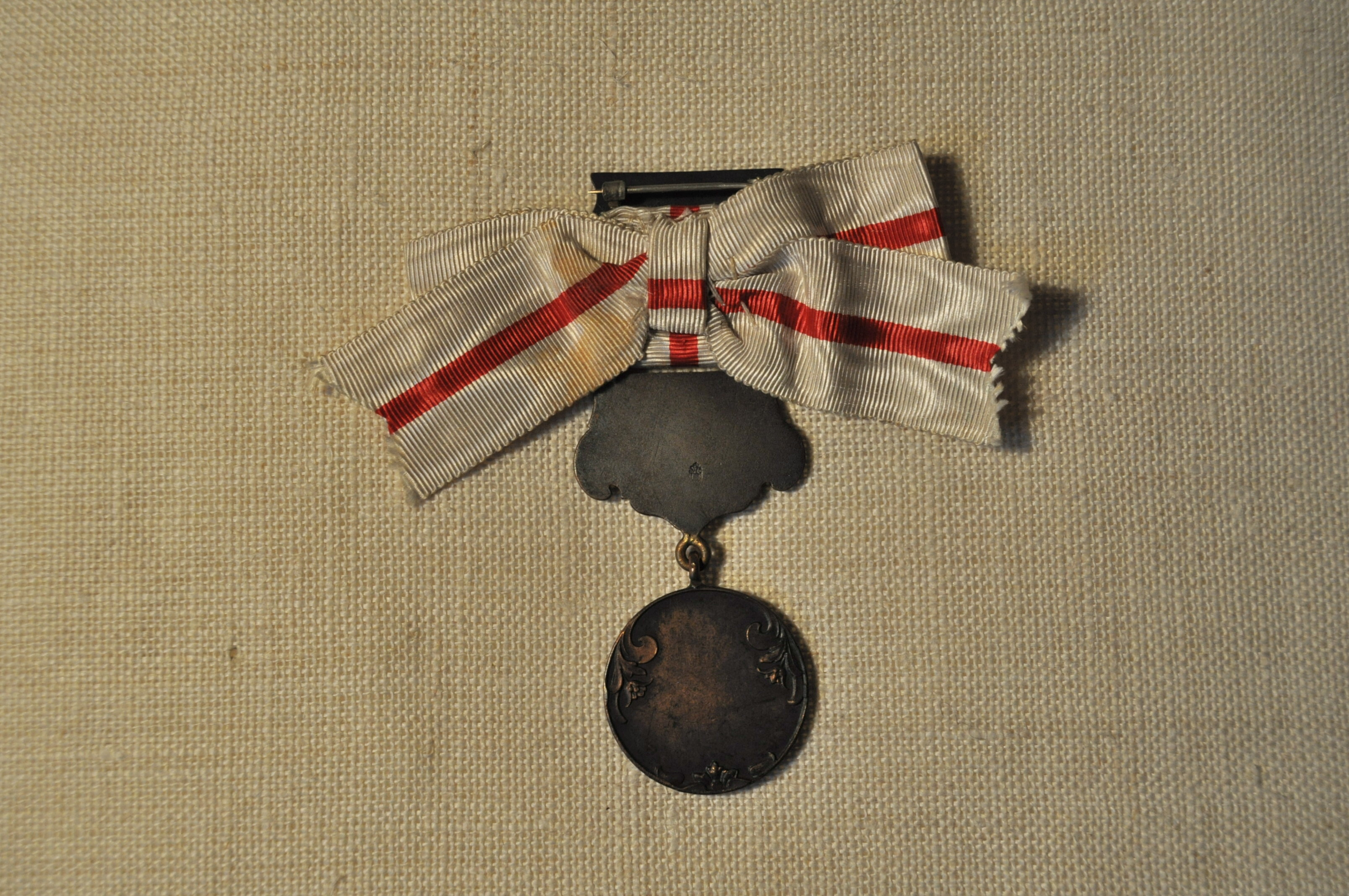
Ausführung für Frauen, mit Eichenlaub. RS

Für Frauen gab es eine Ausführung mit einer Bandschleife, die unterhalb der linken Schulter auf dem Kleid getragen wurde.

## Verleihung
Die Medaille wurde mit einer offiziellen Urkunde verliehen.
Für die Medaillen in Bronze und Silber kam der Vorschlag für Verleihungen vom Exekutiv-Komitee der Gesellschaft des Roten Halbmondes und musste von mindestens einem Drittel der Mitglieder des Zentral-Komitees der Gesellschaft befürwortet werden.
Für die Medaille in Gold musste neben der Befürwortung von mindestens einem Drittel der Mitglieder des Zentral-Komitees auch die Mehrheit einer General-Versammlung der Verleihung zustimmen.
An Ausländer wurden verliehene Medaillen über die jeweilige osmanische Botschaft, in Deutschland auch über die Generalkonsulate, zugestellt. Im Verlauf des Ersten Weltkrieges kam es zu zahlreichen Verleihungen an Personen ausländischer Bündnispartner des Osmanischen Reiches.